# Forcipomyia inornatipennis
Forcipomyia inornatipennis är en tvåvingeart som först beskrevs av Austen 1912.  Forcipomyia inornatipennis ingår i släktet Forcipomyia och familjen svidknott. Inga underarter finns listade i Catalogue of Life.